# 마에다 아츠코
마에다 아츠코(일본어: 前田 敦子 마에다 아쓰코[*], 1991년 7월 10일 ~ )는 일본의 가수, 배우이다.
치바 현 이치카와시 출신. 여성 아이돌 그룹 AKB48의 전 멤버이기도 하다.

## 내력
2005년
- 10월 30일, 《AKB48 오프닝 멤버 오디션》에 합격 (응모 총수 7,924명, 최종 합격자 24명). 오디션에서는 자신이 동경하는 인물인 시바사키 코우의 〈Glitter〉를 피로했다[1]. 12월 8일, 오프닝 멤버 후보생 중 20명으로서, AKB48 극장 그랜드 오픈 무대에 선다 (구 팀A에 소속).

2007년
- 4월, 영화 《내일의 나를 만드는 방법》으로 여배우 데뷔. 또, 이 영화에서는 역할 만들기를 위해, 어깨까지 기르고 있던 머리를 짧게 잘랐다.
- 7월, 오오시마 유코, 오노 에레나와 함께 오오타 프로덕션으로 이적.
- 10월, 《스완의 바보! ~용돈 3만엔의 사랑~》 (칸사이 TV)로 텔레비전 드라마 첫 출연.
- 12월, AKB48로서 《제58회 NHK 홍백가합전》에 첫 출장.
- 제81회 키네마 순보 신인여우상 후보에 노미네이트된다.

2008년
- 1월, 《시오리와 시미코의 괴기 사건부》 (닛폰 TV)로 미나미사와 나오와의 더블 주연을 맡는다.

2009년
- 1월 ~ 4월 무렵, 아이돌링!!!과의 콜라보 유닛 〈AKB 아이돌링!!!〉으로서 활동.
- 3월, 아메바 블로그에서 〈마에다 아츠코 공식 블로그〉를 시작.
- 6월부터 7월에 걸쳐 실시된 《AKB48 13th 싱글 선발 총선거 〈신께 맹세코 진짜입니다〉》에서는 1위로, 미디어 선발이 되었다.

2010년
- 1월 ~ 3월, 《마지스카 학원》 (TV 도쿄)으로 첫 단독 주연.
- 3월 7일 ~ 11월 14일, 《료마전》 (NHK 종합·NHK BS2·NHK BShi)에 사카모토 하루이 역으로 첫 대하드라마 출연.
- 5월 ~ 7월, 팀 드래곤 from AKB48로서 활동.
- 5월부터 6월에 걸쳐 실시된 《AKB48 17th 싱글 선발 총선거 〈어머니께 맹세코, 진짜입니다〉》에서는 2위로, 미디어 선발이 되었다.
- 9월 21일에 개최된 《AKB48 19th 싱글 선발 가위바위보 대회》에서는 15위로, 처음으로 미디어 선발에서 빠진다.

2011년
- 1월, 2011년의 〈경시청 110번〉 이미지 캐릭터에 취임[2].
- 6월 4일 개봉의 《만약 고교야구의 여자 매니저가 드러커의 《매니지먼트》를 읽는다면》으로 영화 첫 주연.
- 5월부터 6월에 걸쳐 실시된 《AKB48 22nd 싱글 선발 총선거 〈올해도 진짜입니다〉》에서는 1위로, 미디어 선발이 되었다[3].
- 6월 22일, 킹 레코드로부터 싱글 〈Flower〉로 솔로 데뷔.
- 7월 ~ 9월, 《아름다운 그대에게~미남☆파라다이스~》로 자신 첫 골든 타임 연속 드라마 주연을 맡는다[4].

2012년
- 3월 25일, AKB48 콘서트 《업무 연락. 부탁해, 카타야마 부장! in 사이타마 수퍼 아레나》의 3일째 공연의 앙코르에서, AKB48를 졸업하는 것을 발표[5]. 3월 30일 방송분 《AKB48의 올 나이트 닛폰》에서는 졸업에 관한 코멘트를 더했다.
- 4월 4일, AKB48의 YouTube 공식 채널과 Google+의 본인 공식 어카운트에서 전달된 동영상에서, 《AKB48 27th 싱글 선발 총선거》의 참가를 사퇴한다고 발표했다[6][7][8][9].
- 5월 17일, 아키모토 야스시가 Google+의 투고 에서, 도쿄 돔 공연의 다음날에 개최되는 AKB48 극장에서의 공연을 갖고 졸업하는 것을 발표.
- 5월 24일, 도쿄 돔 공연의 일정이 8월 24일부터 26일까지의 3일간으로 결정되어, 동시에 AKB48 극장에서의 졸업 공연은 8월 27일로 결정됐다[10].
- 8월 27일, AKB48 극장에서 개최된 《마에다 아츠코 졸업 공연[11]》을 갖고 AKB48를 졸업했다[12].
- 8월 30일, 24일에 발매된 《AKB48 졸업 기념 포토 북 〈앗짱〉》이 첫주 5.0만부의 매상을 기록해, 9월 3일 자의 오리콘 BOOK 랭킹에서 종합 수석을 획득.
- 10월 19일, 〈마에다 아츠코 공식 블로그〉의 갱신을 종료하는 것을 발표해, 11월 6일에 폐쇄되었다.
- 10월 28일, 공식 Twitter 어카운트를 개설했다.
- 12월 21일, 《뮤직 스테이션 수퍼 라이브 2012》에서 AKB48와 졸업 후 첫 공동 출연.

2013년
- 4월 25일, 공식 사이트와 공식 팬클럽 〈AM&YOU〉를 개설.
- 7월 31일, 《AKB48·2013 한여름의 돔 투어 ~아직 아직, 하지 않으면 안되는 일이 있다~》 삿포로 돔 공연에 출연[13].
- 9월 18일, AKB48 졸업 후 첫 싱글 〈타임머신 따윈 필요 없어〉를 발매.

2014년
- 3월 5일, 4번째 싱글 〈세븐스 코드〉를 발매.
- 4월, 원맨 라이브 《마에다 아츠코 1st LIVE 【SEVENTH CHORD】》를 3일에 Zepp Tokyo, 4일에 Zepp Namba (OSAKA)에서 개최. 자신 첫 유료로의 본격적인 솔로 콘서트가 되었다[14].
- 7월 7일 ~ 8월 3일, 《태양 2068》로 무대 첫 출연.

2015년
- 12월 31일, 제66회 NHK 홍백가합전에 오오시마 유코와 함께 서프라이즈 출연.

2016년
- 6월 22일, 1번째 앨범 《Selfish》를 발매.

2018년
- 7월 30일, 배우 카츠지 료와 혼인신고해 부부가 되었다.

## 수상
- 《만약 고교야구의 여자 매니저가 드러커의 《매니지먼트》를 읽는다면》 (2011년)
  - 제35회 일본 아카데미상 화제상 (배우 부문)[15]
  - 제21회 일본 영화 비평가 대상 신인상[16]
- 《고역열차》 (2012년)
  - 제4회 TAMA 영화상 최우수 신진 여우상[17]
  - 제67회 일본 방송 영화 예술 대상 영화 부문 우수 여우 조연상·최우수 신인상[18]
  - 제22회 일본 영화 프로페셔널 대상 주연 여우상[19]
- 《모라토리움기의 타마코》 (2013년)
  - 제68회 일본 방송 영화 예술 대상 영화 부문 우수 주연 여우상[20]
  - 제23회 일본 영화 프로페셔널 대상 주연 여우상[21]
- 《태양 2068》 (2014년)
  - 멋대로 연극 대상 2014 여우상[22]
- 그 외
  - BLOG of the year 2010 여성 부문
  - 제22회 일본 쥬얼리 베스트 드레서상 10대 부문[23]
  - VOCE BEAUTY AWARDS 2011 베스트 코스메 연간 그랑프리 특별상 〈THE BEST BEAUTY OF THE YEAR〉[24]
  - 외국 영화 수입 배급 협회 〈외국 영화 베스트 서포터상〉[25]
  - VOGUE JAPAN Women of the Year 2012[26]

## 출연

### 드라마
- 그렇네요. 제6·10 ~ 최종화 (2006년, TBS) - AKB48 역
- 스완의 바보! ~용돈 3만 엔의 사랑~ (2007년 10월 23일 ~ 12월 18일, 칸사이 TV) - 쿠로다 히나코 역
- 시오리와 시미코의 괴기 사건부 (2008년 1월 5일 ~ 3월 29일, 닛폰 TV) - 주연·시미코 역(미나미사와 나오와의 W주연)
- 태양과 바다의 교실 (2008년 7월 21일 ~ 9월 22일, 후지 TV) - 후나키 마유 역
- 금요 프레스테이지 〈아내여! 마츠모토 사린 사건 범인이라 불린⋯가족을 끝까지 지킨 15년〉 (2009년 6월 26일, 후지 TV) - 카와노 마스미 역
- 여기는 잘나가는 파출소 제6화 (2009년 9월 12일, TBS) - 본인 역
- 마지스카 학원 (2010년 1월 8일 ~ 3월 26일, TV 도쿄) - 주연·본인 역
- 대하드라마 료마전 제10 ~ 46화 (2010년 3월 7일 ~ 11월 14일, NHK 종합·NHK BS2·NHK BShi) - 사카모토 하루이 역
- Q10 (2010년 10월 16일 ~ 12월 11일, 닛폰 TV) - Q10(큐토 카렌) 역
- 벚꽃으로부터의 편지 ~AKB48 각각의 졸업 이야기~ (2011년 2월 26일 ~ 3월 6일, 닛폰 TV) - 본인 역
- 마지스카 학원 2 (2011년 4월 15일 ~ 7월 1일, TV 도쿄) - 주연·본인 역
- 마루모의 규칙 최종화 (2011년 7월 3일, 후지 TV) - 아시야 미즈키 역 ※특별 출연
- 아름다운 그대에게~미남☆파라다이스~ (2011년 7월 10일 ~ 9월 18일, 후지 TV) - 주연·아시야 미즈키 역
- 최고의 인생을 마감하는 방법~엔딩 플래너~ (2012년 1월 12일 ~ 3월 15일, TBS) - 이하라 하루카 역
- 일중국교정상화 40주년 특별 프로그램 〈강행귀국~잊혀진 신부들~〉 (2012년 10월 1일, TBS) - 사와무라 히로코 역/내레이션
- 희미한 그녀 (2013년 4월 9일 ~ 6월 18일, 칸사이 TV) - 카와이 치호 역
- MUSIC ON! TV Presents 스페셜 드라마 〈가을과 겨울의 타마코〉 (2013년 4월 27일, MUSIC ON! TV) - 주연·타마코 역
- 쿠로유리 단지~서장~ 최종화 (2013년 6월 25일, TBS) - 니노미야 아스카 역
- 아사키유메미시~야채가게 오시치 이야기 (2013년 9월 19일 ~ 11월 21일, NHK 종합) - 주연·오시치 역
- 드라마 특별 기획 〈리더 LEADERS〉 (2014년 3월 22일 ~ 23일, TBS) - 시마바라 미스즈 역
- 노부나가 콘체르토 제3화 (2014년 10월 27일, 후지 TV) - 오하루 역
- 저물어 가는 여름 (2015년 1월 18일 ~ 2월 15일, WOWOW) - 카하라 유 역
- 기묘한 이야기 25주년 스페셜·봄~인기 만화가 경연 편 〈지박자〉 (2015년 4월 11일, 후지 TV) - 주연·아사노 역
- 명랑 개구리 뽕키치 (2015년 7월 11일 ~ 9월 19일, 닛폰 TV) - 쿄코 역
- 마지스카 학원 5 제2화 (2015년 8월 25일, 닛폰 TV) - 본인 역
- 부스지마 유리코의 적나라한 일기 (2016년 4월 20일 ~ 6월 22일, TBS) - 주연·부스지마 유리코 역
- 구구는 고양이다 2 -good good the fortune cat- (2016년 6월 11일 ~ 7월 16일, WOWOW) - 이이다 역
- 정말로 있었던 무서운 이야기 ~여름 특별편 2016~ 〈여름의 알림〉 (2016년 8월 20일, 후지 TV) - 주연·하기와라 토모코 역
- 취활가족~분명, 잘 될 거야~ (2017년 1월 ~ 3월, TV 아사히) - 토미카와 시오리 역
- 제니가타 경부 (2017년, 닛폰 TV·WOWOW) - 사쿠라바 나츠키 역

### 영화
- 내일의 나를 만드는 방법 (2007년 4월 28일, 닛카츠) - 하나다 카나코 역
- 전염가 (2007년 8월 25일, 쇼치쿠) - 타카하시 카나 역
- 나스 소년기 (2008년 10월, 시네마 토호쿠/T&K텔레필름)
- 만약 고교야구의 여자 매니저가 드러커의 《매니지먼트》를 읽는다면 (2011년 6월 4일, 토호) - 주연·카와시마 미나미 역
- 고역 열차 (2012년 7월 14일, 토에이) - 사쿠라이 야스코 역
- 쿠로유리 단지 (2013년 5월 18일, 쇼치쿠) - 주연·니노미야 아스카 역
- 피카츄와 이브이☆프렌즈 (2013년 7월 13일, 토호) - 내레이션
- 모라토리움기의 타마코 (2013년 11월 23일, 비터즈 엔드) - 주연·다마코 역
- Seventh Code (2014년 1월 11일, 니카츠) - 주연·타카야마 아키코 역
- 에이트 레인저 2 (2014년 7월 26일, 토호) - 사이고 준 역
- 신이 말하는 대로 (2014년 11월 15일, 토호) - 마네키네코(목소리) 역
- 안녕 가부키쵸 (2015년 1월 24일, 도쿄 테아트르) - 사야 역
- 이니시에이션 러브 (2015년 5월 23일, 토호) - 나루오카 마유코 역
- 모히칸 고향에 돌아가다 (2016년 4월 9일, 도쿄 테아트르) - 유카 역
- 신 고질라 (2016년 7월 29일, 토호) - 피난민 역
- 무곡 (2017년) - 카즈노 역
- 산책하는 침략자 (2017년) - 카세 아스미 역
- 탐정은 바에 있다 3 (2017년)
- 먹는 여자 (2018년)
- 멋진 다이너마이트 스캔들 (2018년)
- 벼룩 잡는 사무라이 (2018년) - 오치에 역
- 마치다군의 세계 (2019년) - 사카에 리나 역
- 지구의 끝까지 (2019년) - 요코 역
- 부인은, 취급주의 (2020년)

### 무대
- Bunkamura 25주년 기념 〈태양 2068〉 (2014년 7월 7일 ~ 8월 3일, 시어터 코쿤) - 이쿠타 유 역
- 푸른 눈동자 (2015년 11월 1일 ~ 26일, 시어터 코쿤) - 미치루 역
- 낭독극 〈LOVE LETTERS〉 (2016년 8월 2일, 파르코 극장) - 멜리사 역

### 버라이어티
- 미래 시티 연구소 (2016년 4월 4일 ~ , TV 도쿄) - 내레이터

### 다큐멘터리
- 일본 기행 눈 고개를 넘어, 나는 출가한다~아키타·우고~ (2013년 2월 11일, NHK 종합) - 안내인
- 마에다 아츠코 희소 동물의 대지 오스트레일리아를 가다 (2013년 8월 7일, BS 재팬) - 내비게이터

### 라디오
- 마에다 아츠코의 HEART SONGS (2010년 4월 5일 ~ , TOKYO FM)

## 음반

### 싱글
| 1 | 2011년 6월 22일 | Flower                                             | 1위 |
| 2 | 2012년 6월 20일 | 君は僕だ 너는 나다                                 | 2위 |
| 3 | 2013년 9월 18일 | タイムマシンなんていらない 타임머신 따윈 필요 없어 | 2위 |
| 4 | 2014년 3월 5일  | セブンスコード 세븐스 코드                         | 4위 |

### 앨범
| 1 | 2016년 6월 22일 | Selfish | 8위 |

## AKB48 재적 시의 참가곡

### 싱글 CD곡
| - 桜の花びらたち / 벚꽃잎들 - Dear my teacher | - スカート、ひらり / 스커트, 휘날리며 - 青空のそばにいて / 푸른 하늘의 곁에 있어줘 |

### 싱글 CD 선발곡
| - 会いたかった / 만나고 싶었어 - だけど･･･ / 하지만･･･ - 制服が邪魔をする / 교복이 방해를 해 - Virgin love - 軽蔑していた愛情 / 경멸하고 있던 애정 - 涙売りの少女 / 눈물팔이 소녀 - BINGO! - Only today - 僕の太陽 / 나의 태양 - 未来の果実 / 미래의 과실 - 夕陽を見ているか? / 석양을 보고 있니? - ビバ! ハリケーン / 비바! 허리케인 - 夕陽を見ているか?（ひまわり2.0Mix） / 석양을 보고 있니? (해바라기 2.0 Mix) - ロマンス、イラネ / 로맨스, 필요 없어 - 愛の毛布 / 사랑의 모포 - ロマンス、イラネ（ひまわり 2nd 2.1 Mix） / 로맨스, 필요 없어 (해바라기 2nd 2.1 Mix) - 桜の花びらたち2008 / 벚꽃잎들 2008 - 最後の制服 / 최후의 제복 - 桜の花びらたち2008（学校 Mix） / 벚꽃잎들 2008 (학교 Mix) - Baby! Baby! Baby! - Baby! Baby! Baby! 〜情熱の祈りバージョン〜 / Baby! Baby! Baby! ~정열의 기도 버전~ - Baby! Baby! Baby! 〜追憶の太陽バージョン〜 / Baby! Baby! Baby! ~추억의 태양 버전~ - 大声ダイヤモンド / 큰 소리 다이아몬드 - 109（マルキュー） / 109 (마루큐) - 大声ダイヤモンド / 큰 소리 다이아몬드 - 팀A 명의 - 10年桜 / 10년 벚꽃 - 桜色の空の下で / 벚꽃색의 하늘 아래서 - 涙サプライズ! / 눈물 서프라이즈! - 言い訳Maybe / 변명 Maybe - RIVER - 桜の栞 / 벚꽃 책갈피 - マジスカロックンロール / 마지스카 로큰롤 - ポニーテールとシュシュ / 포니테일과 슈슈 - マジジョテッペンブルース / 마지여고 정상 블루스 | - ヘビーローテーション / 헤비 로테이션 - ラッキーセブン / 럭키 세븐 - 野菜シスターズ / 야채 시스터즈 - 야채 시스터즈 명의 - Beginner - 君について / 너에 대해서 - MINT 명의 - チャンスの順番 / 찬스의 차례 - 予約したクリスマス / 예약해둔 크리스마스 - 胡桃とダイアローグ / 호두와 다이얼로그 - 팀A 명의 - 桜の木になろう / 벚나무가 되자 - キスまで100マイル / 키스까지 100마일 - MINT 명의 - 誰かのために -What can I do for someone?- / 누군가를 위해서 -What can I do for someone?- - Everyday、カチューシャ / Everyday, 카츄샤 - これからWonderland / 지금부터 Wonderland - ヤンキーソウル / 양키 소울 - フライングゲット / 플라잉 겟 - 青春と気づかないまま / 청춘이란 걸 깨닫지 못한 채 - アイスのくちづけ / 아이스의 입맞춤 - 野菜占い / 야채 점 - 야채 시스터즈 2011 명의 - 風は吹いている / 바람은 불고 있어 - 〈上からマリコ 위에서부터 마리코〉에 수록 - ノエルの夜 / 노엘의 밤 - 隣人は傷つかない / 이웃은 상처받지 않아 - 팀A 명의 - GIVE ME FIVE! - スイート&ビター / 스위트&비터 - 셀렉션6 명의 - 真夏のSounds good ! / 한여름의 Sounds good ! - ちょうだい、ダーリン! / 주세요, 달링! - 〈ギンガムチェック 깅엄 체크〉에 수록 (졸업 후의 발매) - 夢の河 / 꿈의 강 - 君はメロディー / 너는 멜로디 (졸업 후 참가) AKB아이돌링!!! 명의 - チューしようぜ! / 츄 하자구! - モテ期のうた / 인기절정기의 노래 - AKB48 명의 팀 드래곤 from AKB48 명의 - 心の羽根 / 마음의 날개 - 世界中の雨 / 전 세계의 비 |

### 앨범 선발곡
| - 《神曲たち 최고의 곡들》에 수록 - Baby! Baby! Baby! Baby! - 君と虹と太陽と / 너와 무지개와 태양과 - 《SET LIST〜グレイテストソングス〜完全盤 SET LIST~그레이티스트 송즈~완전반》에 수록 - Seventeen - あなたがいてくれたから / 당신이 있어 주었으니까 - 《ここにいたこと 여기에 있던 것》에 수록 - 少女たちよ / 소녀들이여 - Overtake - 팀A 명의 - 君と僕の関係 / 너와 나의 관계 - ここにいたこと / 여기에 있던 것 | - 《1830m》에 수록 - ファースト・ラビット / 퍼스트 래빗 - Hate - 팀A 명의 - 思い出のほとんど / 추억의 대부분 - 大事な時間 / 소중한 시간 - ぐ〜ぐ〜おなか / 꼬르륵~꼬르륵~배 - 行ってらっしゃい / 다녀오세요 - 青空よ 寂しくないか? / 푸른 하늘이여 외롭지 않은가? - 桜の花びら〜前田敦子 solo ver.〜 / 벚꽃잎~마에다 아츠코 solo ver.~ |

### 극장 공연 유닛곡
| 팀A 1st Stage 〈PARTY가 시작돼요〉 공연 - スカート、ひらり / 스커트, 휘이익 (1st, 2nd 함께 참가) - 星の温度 / 별의 온도 (2nd UNIT) 팀A 2nd Stage 〈만나고 싶었어〉 공연 - 嘆きのフィギュア / 한탄의 피규어 - 渚のCHERRY / 물가의 CHERRY - 背中から抱きしめて / 등 뒤로부터 안아줘요 - リオの革命 / 리오의 혁명 팀A 3rd Stage 〈누군가를 위해서〉 공연 - 投げキッスで撃ち落せ! / 키스를 날려 쓰러뜨리자! - 制服が邪魔をする / 교복이 방해를 해 팀A 4th Stage 〈지금 연애 중〉 - 7時12分の初恋 / 7시 12분의 첫사랑 | 해바라기조 1st Stage 〈나의 태양〉 공연 - アイドルなんて呼ばないで / 아이돌이라 부르지 마 해바라기조 2nd Stage 〈꿈을 죽게 할 수는 없어〉 공연 - 初めてのジェリービーンズ / 첫 젤리 빈즈 팀A 5th Stage 〈연애 금지 조례〉 공연 - 黒い天使 / 검은 천사 THEATRE G-ROSSO 〈꿈을 죽게 할 수는 없어〉 공연 - 初めてのジェリービーンズ / 첫 젤리 빈즈 ※치카노 리나·와타나베 마유·스즈키 시호리의 스탠바이 팀A 6th Stage 〈목격자〉 공연 (2012년 8월 20일까지 출연) - 腕を組んで / 팔짱을 끼고서 |